# Matouš Ruml
Matouš Ruml (* 4. října 1985 Praha) je český herec známý především z televizního seriálu Comeback.

## Život
Vystudoval hudebně dramatické oddělení Pražské konzervatoře. Školu ukončil absolutoriem v roce 2008. Během studia hostoval v absolventských představeních starších ročníků i v Divadle ABC a ve Stavovském divadle. Od srpna 2008 je členem souboru Městského divadla v Mladé Boleslavi, hostuje ale i v jiných divadlech. S Janem Cinou účinkuje na festiválku pantomimy, pohybu a improvizace Jsem spokojenej v kině Aero. Vystupoval také v televizním pořadu Hřiště 7 a uvádí televizní magazín Za obzorem. Je laureátem Ceny Zuzany Navarové a Ceny Thálie pro mladého činoherce za rok 2012. V roce 2019 se zúčastnil 10. ročníku taneční soutěže StarDance, kde skončil na druhém místě.
Od roku 2007 je ženatý s Terezou Rumlovou, s níž mají syna Nathanaela (* 2009), dceru Miu (* 2011) a syna Liama (* 2019).

## Role

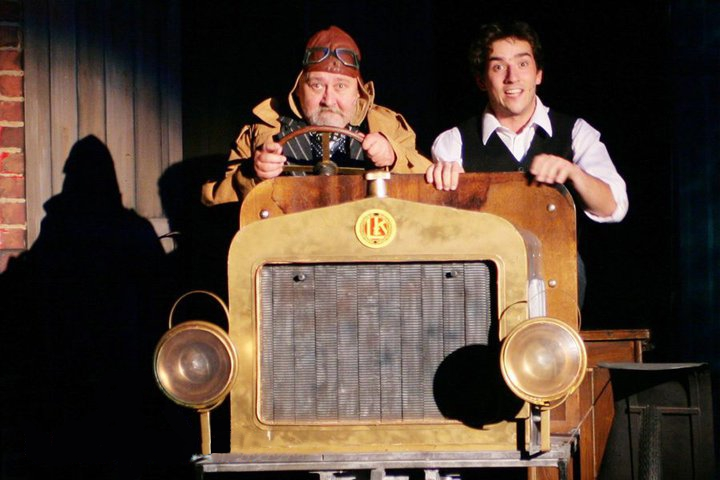
Matouš Ruml (vpravo) a Ota Jirák v inscenaci Dědeček automobil (Městské divadlo Mladá Boleslav, 2011)

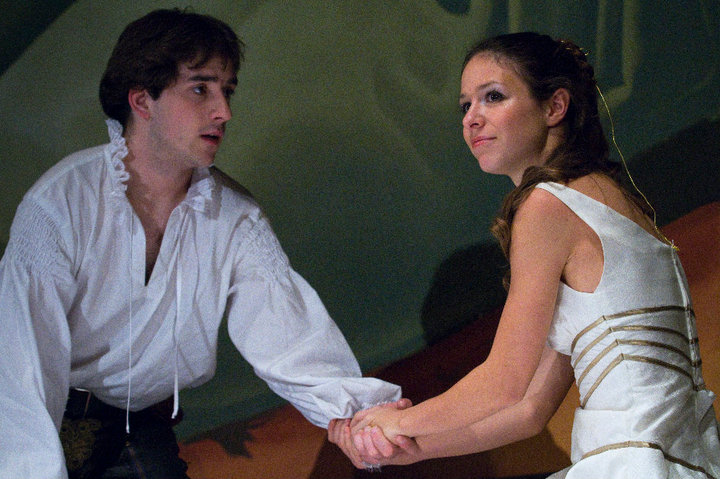
Matouš Ruml (vlevo) s Veronikou Kubařovou ve hře Romeo a Julie v Městském divadle v Mladé Boleslavi, 2011

### Film
- 2011 Westernstory – Johnny
- 2014 10 pravidel jak sbalit holku – Marek Berger
- 2016 Bezva ženská na krku – hajný
- 2017 Miluji tě modře – mladší restaurátor
- 2017 Vánoční svatba sněhuláka Karla – sněhulák Karel (dabing)
- 2018 Zoufalé ženy dělají zoufalé věci – Ondra Kalenda
- 2019 Pláč svatého Šebestiána – panoš Clovis
- 2019 Ke startu připravit!
- 2020 Barevný sen
- 2021 Jedině Tereza – Karel
- 2021 Ubal a zmiz – Mireček
- 2021 Myši patří do nebe – Bělobřich (dabing)
- 2022 Srdce na dlani – Pavel
- 2022 Barcarole (krátký film)

### Televizní film
- 1995 Princ z pohádky
- 1995 Hodiny od Fourniera
- 2006 Tajemství Lesní země – Jindra
- 2008 Kouzla králů – 3. voják
- 2010 Škola princů – princ Petr
- 2014 Princezna a písař – Janek
- 2019 Princezna a půl království – Honza[1]

### Seriály
- 1995 Život na zámku – Pavlík
- 2006–2007 Letiště – Vítek Halas (71 dílů)
- 2008 Comeback, – Alexandr „Lexa“ Bůček
- 2008 Ozzákova škola kalení – Alexandr „Lexa“ Bůček
- 2011 Čapkovy kapsy – díl: „O lyrickém zloději“
- 2014 Mazalové – Balone de Pezzo
- 2007 Šumná města – Gustav Mahler (Jihlava)
- 2014–2019 Ulice – David Kučera (učitel fyziky)
- 2021 Pan profesor – Jakub Valenta (učitel matematiky a informatiky)
- 2022 Devadesátky – Ludvík Černý
- 2022 Hořký svět – Štěpán Berka

### Divadlo

#### Divadlo Konzervatoře
- Škola pro ženy, 2004 – Horác, Orontův syn
- Výprodej, 2005
- Ťululum, 2005 – trojrole sluhů Gerome, Jean, Victor
- Hodina mezi psem a vlkem, 2006 – kněz Filip Sermoy
- Kytice, 2007 – poutník
- Jak se vám líbí, 2007 – Orlando
- Hrdina západu, 2007 – Christy Mahon

Představení se hrála v Žižkovském divadle Járy Cimrmana, pouze Hodina mezi psem a vlkem se hrála v Divadle Na Prádle.

#### Divadlo ABC
- Veselé paničky windsorské, 2005–2007 – Robin

#### Stavovské divadlo
- Arkádie, 2006 – Augustus Coverly

#### Strašnické divadlo
- Friedrich Dürrenmatt: Dvojník, 2005–2006
- Škola pro ženy, 2006 – Horác, Orontův syn (obnovená premiéra hry Divadla Konzervatoře)

#### Severočeské divadlo opery a baletu Ústí nad Labem
- West Side Story, 2007–2008 – Prcek

#### Divadlo Na Prádle
- DiK: Hodina mezi psem a vlkem

#### Komorní činohra
- Pacient doktora Freuda, 2007 – Adolf Hitler
- Kitty Flynn, 2009
- Paula Vogel: Jak jsem se učila řídit, 2010
- Noc Bohů, 2011 – Šašek

#### Klicperovo divadlo Hradec Králové
- Zdravý nemocný, 2007 – Tomáš a notář Bonnefo

#### A studio Rubín
- Obchodník s deštěm, divadelní společnost Nevítaní – Bill Starbuck

#### Švandovo divadlo
- Dorotka, 2008 – Marek
- Mnoho povyku pro nic, 2009 – Claudio

#### Městské divadlo Mladá Boleslav
- Sen svatojánské noci, 2008 – Lysander
- Equus, 2008 – Alan Strang
- Tetovaná růže, 2009 – Jack Hunter, námořník
- Sebevrah, 2009 – Jegoruška
- Romeo a Julie, 2009 – Romeo
- Dědeček automobil, 2009 – František Projsa, mechanik firmy Laurin & Klement
- Naše městečko, 2010 – Asistent asistenta režie
- Ostře sledované vlaky, 2011 – Miloš Hrma
- Nebezpečné vztahy, 2011 – Rytíř Danceny
- Scapinova šibalství, 2012
- Úplné zatmění, 2013 – Arthur Rimbaud
- Chaplin, 2016 – Charlie Chaplin

#### Divadelní spolek Kašpar
- Detektor lži, 2009 – Hypnotizér
- Komunismus, 2010 – Viktor
- Běsi, 2010 – Gaganov
- Smíšené dvouhry, 2011
- Mikulášovy patálie, 2012 – Mikuláš
- Romeo a Julie, 2012 – Romeo
- Mikulášovy prázdniny, 2013 – Mikuláš
- Višňový sad, 2014 – Jaša
- Mrzák Inishmaanský, 2015 – Mrzák Billy
- Osiřelý západ, 2015 – Valene Conor

#### Letní Shakespearovské slavnosti
- Zkrocení zlé ženy, 2011 – Lucentio

### Audioknihy
- Hraničářův učeň, Rozvaliny Gorlanu, načetl Matouš Ruml, vydala Audiotéka, 2017
- Hraničářův učeň, Hořící most, načetl Matouš Ruml, vydala Audiotéka, 2017
- Hraničářův učeň, Ledová země, načetl Matouš Ruml, vydala Audiotéka, 2017
- Hraničářův učeň, Nositelé dubového listu, vydala Audiotéka, 2018
- Hraničářův učeň, Výkupné za Eraka, vydala Audiotéka, 2018
- Hraničářův učeň, Čaroděj na severu, vydala Audiotéka, 2018
- Hraničářův učeň, Obléhání Macindawu, vydala Audiotéka
- Hraničářův učeň, Králové Clonmelu, vydala Audiotéka, 2019
- Hraničářův učeň, Halt v nebezpečí, vydala Audiotéka, 2020
- Hraničářův učeň, Císař Nihon-Džinu, vydala Audiotéka
- Hraničářův učeň, Ztracené příběhy, vydala Audiotéka
- Hraničářův učeň, Královská hraničářka, vydala Audiotéka
- Hraničářův učeň, Klan Rudé lišky, vydala Audiotéka
- Hraničářův učeň, Souboj na Araluenu, vydala Audiotéka
- Hraničářův učeň, Ztracený princ, vydala Audiotéka
- Hraničářův učeň, Útěk z Falaise, vydala Audiotéka
- Povídky současných českých autorů, Audiotéka, 2020
- Leonard a Hladový Paul, Témbr, 2021